# Zeitball (Bremerhaven)

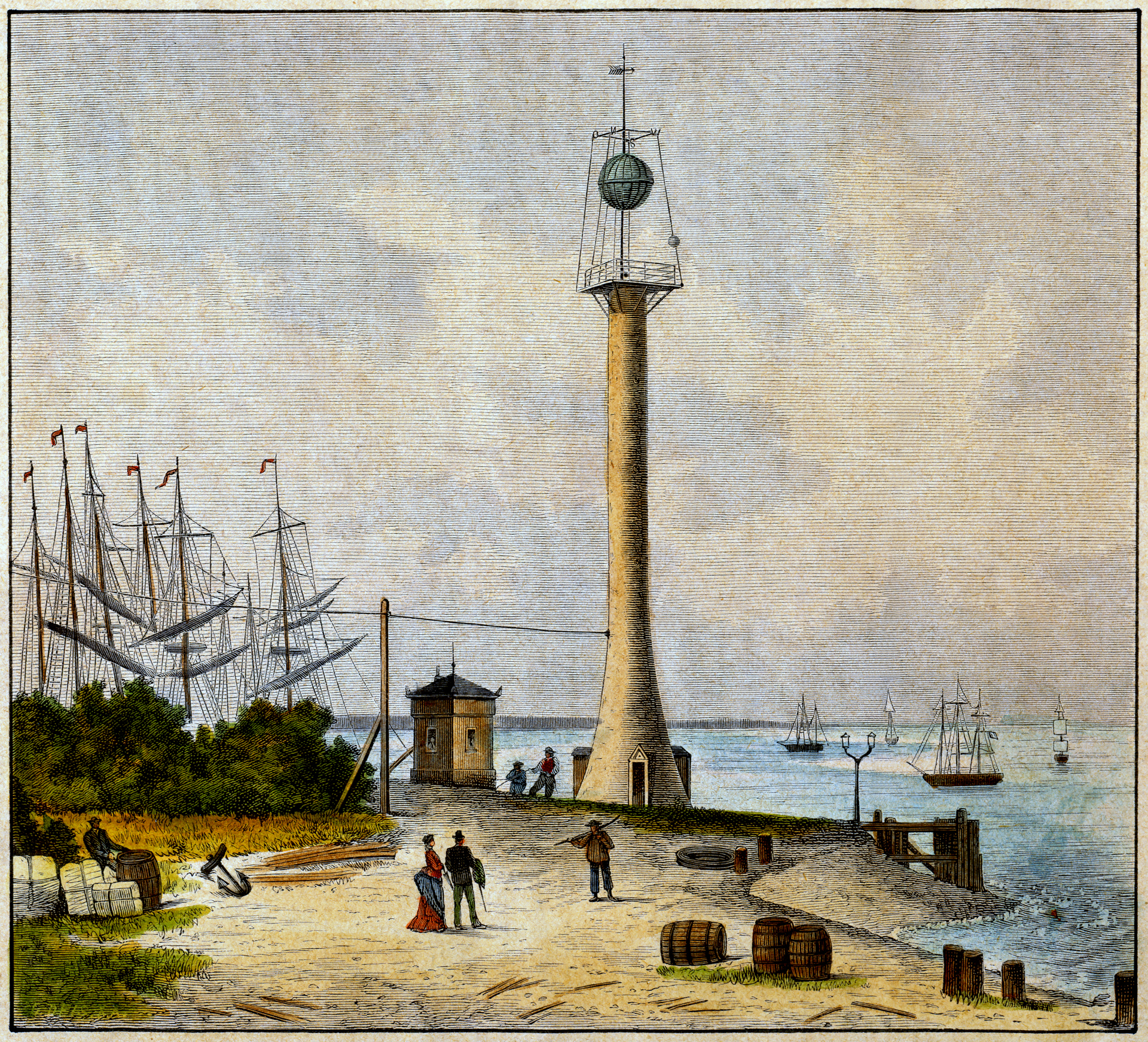
Der Zeitball am Eingang des Hafens von Bremerhaven. Kolorierter Holzstich von Robert Friedrich Stieler nach einer Zeichnung von H. Marutzky, um 1876.

Von 1876 bis 1947 stand in Bremerhaven nördlich der Einfahrt zur Schleuse des Neuen Hafens ein Zeitballturm. Vor Ausführung der Bauarbeiten wurden Diskussionen über den richtigen Standort geführt. Zur Debatte standen ein Standort im damals noch eigenständigen Geestemünde (Königreich Preußen) und ein Standort in Bremerhaven (Freie Hansestadt Bremen). Letztlich sprachen mehrere Faktoren für den Standort in Bremerhaven. Der Zeitball wurde am 1. Oktober 1876 in Betrieb genommen.
Die Kenntnis der genauen Uhrzeit war im 19. Jahrhundert erforderlich, um den Längengrad der Position eines Schiffes auf See exakt bestimmen zu können. Das vom fallenden Zeitball ausgehende optische Signal ermöglichte es Schiffsführungen und Uhrmachern, Schiffschronometer auf Bruchteile einer Sekunde genau zu stellen.
Mit dem Aufkommen und der Verbreitung funktelegrafischer Zeitzeichen ab 1907 verloren Zeitbälle allmählich ihre Bedeutung. In Bremerhaven wurden mit dem Zeitball ab dem 1. Januar 1929 keine Zeitsignale mehr abgegeben, nachdem der Turm auf Lichtzeitsignale umgestellt worden war. Vermutlich 1947 wurde der Zeitballturm verschrottet.

## Bauweise
Der Bremerhavener Zeitballturm wurde – wie der in Cuxhaven – vom Wasserbauingenieur Bernhard Hugo Lentz entworfen. Bauausführende Firma war die Maschinenfabrik und Eisengießerei Reck aus Hamburg. Ein Betonsockel mit 6 m Durchmesser erhob sich 1,3 m über das umliegende Terrain. Die darauf errichtete Säule bestand aus 6,3 mm dickem Blech und hatte im unteren Bereich eine konische und im oberen Teil eine zylindrische Form. Am Sockel betrug der Durchmesser 4,3 m, der sich auf 1,44 m in 12,4 m Höhe verjüngte. Der darüber befindliche zylindrisch geformte Teil behielt diesen Durchmesser bis zur Höhe von 24 m bei. Auf dem Turm befand sich eine Plattform mit einem 8,5 m hohen Mast mit dem schwarzen Zeitball. Insgesamt betrug die Höhe der Anlage 33,8 m über Geländeniveau. Der Zeitball selbst hatte einen Durchmesser von 1,5 m und ein Gewicht von 75 kg. Seine Fallhöhe betrug 3 m.
Die von Hugo Lentz für Cuxhaven und Bremerhaven entworfenen Zeitballtürme dienten in den nächsten fünf Jahren als Vorbild für die Zeitsignalstationen in Kiel, Kiel-Wik, Stettin, Swinemünde und Neufahrwasser.

## Funktionsweise
Zweimal täglich wurde das Zeitsignal durch den Fall des Zeitballs gegeben und zwar um 12 Uhr Mittag mittlerer Bremerhavener Zeit und um 12 Uhr Mittag mittlerer Greenwicher Zeit (12:34:16,5 mittlerer Bremerhavener Zeit). Der Zeitball wurde von einem Mitarbeiter 10 Minuten vorher auf halbe Höhe und 3 Minuten vorher auf ganze Höhe gezogen um dann zur Signalzeit fallen gelassen zu werden. Dazu wurde der Fallmechanismus elektrisch vom Post- und Telegrafenamt ausgelöst. Im Amt war eine Astronomische Pendeluhr des Typs Tiede 425 telegrafisch mit der Sternwarte in Hamburg verbunden, um sie im Vergleich mit der dortigen Uhr stets auf Sekundenbruchteile genau zu halten. Speziell geschulte Mitarbeiterinnen bzw. Mitarbeiter des Post- und Telegraphenamtes waren für das korrekte Auslösen des Fallmechanismus zuständig. Fiel der Ball nicht exakt zur richtigen Zeit, wurde ein kleinerer roter Notsignal-Ball hochgezogen und damit das Zeitsignal für ungültig erklärt. Die Toleranz lag bei ±0,25 Sekunden.